# Supreme (marca)

Logotipo da Supreme.

Supreme é uma loja de skate e marca de roupas, fundada por  James Jebbia em 1994 em Nova Iorque.. A marca atende as culturas de skateboard, hip hop, rock, e cultura juvenil em geral. A marca produz roupas e acessórios e também fabrica skates. Os seus sapatos, roupas e acessórios são vendidos extensivamente no mercado secundário.

## História
A marca foi fundada por James Jebbia. A primeira loja da Supreme  foi aberta na Rua Lafayette, no centro de Manhattan, em 1994. Um design único para o layout da loja foi projetado com skatistas: com as roupas arrumadas ao redor do perímetro da loja, e um grande espaço no centro, permitindo skatistas que com mochilas fiquem confortáveis dentro dela.
Em 2004 uma segunda loja foi aberta em Los Angeles, California que é quase o dobro do tamanho da primeira loja original da cidade de Nova Iorque e possui uma tigela de skate no seu interior
Em setembro de 2011 foi aberto a loja de Londres, em março de 2016 em Paris, seguida por sua abertura em Tóquio. Os locais adicionais imitam o design original da loja Lafayette Street.
Em 3 de outubro de 2011, A Supreme anunciou que uma loja muito especulada abriria no Brooklyn, Nova York. Ela em abriu 5 de outubro de 2017 e é a 11ª e mais recente loja, bem como a segunda loja em Nova York.
Em 6 de outubro de 2017, o fundador da Supreme, James Jebbia, confirmou que tinha sido vendida 100% da marca de skate (cerca de US $ 500 milhões) para a empresa The Carlyle Group.

## Parcerias e Collabs
A Supreme é bastante conhecida por uma extensa linha de colaborações com marcas como Nike, Air Jordan, Vans, Clarks, The North Face, Hanes, Playboy, Levi's, Timberland, Comme des Garçons, Stone Island, Undercover, , White Castle e Hysteric Glamour. Em 18 de janeiro de 2017, a luxuosa empresa de moda Louis Vuitton realizou um desfile de moda onde uma colaboração entre as duas marcas foi confirmada.

## Na cultura pop
O fotógrafo de moda Terry Richardson produziu algumas das fotografias mais notáveis da marca, incluindo Michael Jordan, Kermit the Frog, Three Six Mafia, Lou Reed, Lady Gaga, Neil Young, Gucci Mane, Nas e Morrissey. Kenneth Cappello  fez algumas das fotos mais notáveis da Supreme com Mike Tyson , Dipset , Michael Jackson e Raekwon. As pessoas notáveis que vestiram roupas Supreme em público incluem membros do grupo Odd Future, Odell Beckham Jr e Justin Bieber.

## Equipe de Skate
- Jason Dill
- Anthony Van Engelen
- Mark Gonzales
- Dylan Rieder
- Alex Olson
- Eric Koston
- Guy Mariano
- Kevin "Spanky" Long
- Lucien Clarke
- Paulo Diaz
- Sean Pablo Murphy
- Aidan Mackey
- Sage Elsesser
- Harry Jumonji